# Pëtr Michajlovič Golicyn
Pëtr Michajlovič Golicyn (in russo Пётр Михайлович Голицын?; Mosca, 15 dicembre 1738 – Mosca, 11 novembre 1775) è stato un generale e principe russo.

## Biografia

### I primi anni
Figlio minore dell'ammiraglio Michail Michajlovič Golicyn (1684-1764) e di sua moglie, Tat'jana Kirillovna Naryškina (1702-1757), ereditò dai genitori il villaggio di Pechra-Jakovlevskoe, non lontano da Mosca.
Già nell'esercito russo all'epoca dello scoppio della guerra dei sette anni, si distinse in una serie di battaglie nel conflitto e prese parte alla cattura di Berlino. Alla fine del 1761 tornò in patria e dall'8 gennaio 1762 venne nominato aiutante di campo dello zar Pietro III di Russia, ma quando scoppiò il colpo di stato che porrà sul trono Caterina II, si schierò con gli oppositori dello zar.
Nel 1768 - 1769 prese parte alla guerra contro gli ottomani, distinguendosi nella presa di Chotyn. Nel 1769 venne promosso colonnello, poi generale di brigata e comandante di un reggimento di moschettieri a San Pietroburgo. Dal 12 marzo 1770 venne promosso tenente generale e gli fu conferito l'Ordine di San Giorgio di III classe. Il 4 dicembre 1770 venne promosso maggiore generale e gli venne affidato il comando della brigata polacca della fanteria russa.

### La rivolta di Pugacëv
Il 29 novembre 1773, con decreto del Collegio militare, Golicyn, insieme al maggiore generale P. D. Mansurov, venne destinato al generale Aleksandr Il'ič Bibikov come comandante delle truppe inviate a reprimere la rivolta di Pugacëv. Al suo arrivo a Kazan', Golicyn seppe che Pugacëv stava assediando Orenburg sulla strada per Mosca. Il 10 marzo 1774 Golicyn entrò nella fortezza di Soročinskij, dove si unì alla brigata del generale Pavel Dmitrievič Mansurov.
Nella battaglia nella fortezza di Tatiščevskaja il 22 marzo 1774, il suo corpo d'armata causò una pesante sconfitta all'esercito ribelle. Lasciando la brigata di Mansurov per bloccare la possibile ritirata delle principali forze di Pugacëv verso Jaickij gorodok, Golicyn si portò a Orenburg ed entrò nella fortezza locale il 29 marzo. Incontrando altre truppe governative presso la fortezza di Perevolockij, Pugacëv venne costretto a tornare sui suoi passi il 1º aprile e i ribelli vennero nuovamente sconfitti nei pressi della città di Sakmara, dopo la quale Pugacëv si portò oltre il fiume Belaja verso gli Urali meridionali.
Il 9 aprile Bibikov morì. Il tenente generale Fëdor Fëdorovič Ščerbatov venne nominato comandante di tutte le forze volte a reprimere la rivolta per ragioni di anzianità. Considerandosi eluso, Golicyn, con il grosso delle sue forze, rimase per quasi tre mesi a Orenburg, il che diede ai ribelli la tregua necessaria per raccogliere le truppe disperse e rifornirsi.
All'inizio di luglio Golicyn si diresse da Orenburg a Ufa e da lì a Kazan'. A questo punto, Pugacëv, sconfitto a Kazan' da Ivan Ivanovič Michel'son, aveva preso Saransk e Penza, e fece scoppiare ulteriori rivolte in tutta la regione del Volga. Il nuovo comandante fu nominato generale venne nominato nella persona del generale Pëtr Ivanovič Panin. La brigata di Golicyn venne nuovamente coinvolta nella soppressione delle numerose rivolte contadine nella regione del Volga.

### La morte in duello
Dopo la soppressione della rivolta nel 1775, Golicyn fu promosso tenente generale e premiato con la medaglia dell'Ordine di Sant'Alessandro Nevskij. L'11 novembre dello stesso anno, fu ucciso in un duello a Mosca in circostanze mai completamente chiarite.
Presso il monastero di Donskoj dove venne sepolto, si trova un misterioso epitaffio: "Il benessere di una persona non consiste né nel riempire lo stomaco né nella morte, ma nel vivere e nel morire con gloria".
In realtà anche all'epoca non vennero fatte segnalazioni ufficiali per la morte del generale, il quale si ritiene secondo una versione ufficiosa che sia stato ucciso in duello dall'ex collega, F. S. Lavrov, il quale lo aveva sfidato pubblicamente a dimostrare il proprio valore.

## Matrimonio e figli
Pëtr Michajlovič sposò il 28 luglio 1763 la principessa Ekaterina Aleksandrovna Dolgorukova (1745-1770). Da questo matrimonio nacquero:
- Michail Pëtrovič (30 agosto 1764 - 6 giugno 1848), consigliere privato dello zar, ciambellano.
- Ekaterina Pëtrovna (2 agosto 1766 - 14 aprile 1767).

Poco prima della sua morte, nel settembre del 1775, si fidanzò con la damigella d'onore della zarina, la principessa Anna Michajlovna Volkonskaja (1749-1824), figlia del governatore della città di Mosca, il principe Michail Nikitič Volkonskij. La cerimonia del fidanzamento ufficiale si tenne a corte alla presenza dell'imperatrice, ma non poté concretizzarsi a seguito della morte dell'amato. La principessa si sposò nel 1780 col principe Aleksandr Aleksandrovič Prozorovskij.